# Наянов, Павел Васильевич
Павел Васильевич Наянов — советский хозяйственный, государственный и политический деятель.

## Биография
Родился в 1918 году в селе Кузьминское. Член КПСС.
Окончил Костромской текстильный институт.
Участник Великой Отечественной войны
В 1946—1947 — первый секретарь Краснодарского горкома ВЛКСМ.
В 1947—1951 — секретарь, второй секретарь, первый секретарь Краснодарского крайкома ВЛКСМ.
В 1951—1952 — заместитель заведующего отделом торговых, плановых и финансовых органов Краснодарского крайкома КПСС.
В 1952—1954 — первый секретарь Сталинского райкома КПСС города Краснодара.
В 1954—1961 — заведующий отделом торговых, плановых и финансовых органов/административных органов/партийных органов Краснодарского крайкома КПСС.
В 1961—1967 — заведующий отделом социального обеспечения, отделом административных органов Краснодарского крайисполкома.
В 1967—1991 — ректор, профессор кафедры истории КПСС Краснодарского государственного института культуры.
Умер в 2006 году в Краснодаре.

## Награды
- Орден Отечественной войны I степени
- Орден Отечественной войны II степени
- Орден Красной Звезды
- Орден Знак Почёта (трижды)